# Ugo Ferrante
Ugo Ferrante (* 18. Juli 1945 in Vercelli; † 29. November 2004 ebenda) war ein italienischer Fußballspieler. Auf Vereinsebene vor allem bei der AC Florenz aktiv, nahm er mit der Nationalmannschaft seines Heimatlandes auch an der Fußball-Weltmeisterschaft 1970 in Mexiko teil.

## Karriere

### Vereinskarriere
Ugo Ferrante wurde am 18. Juli 1945 im piemontesischen Vercelli geboren. Das Fußballspielen lernte er in den Jugendabteilungen der US Pro Vercelli, seines Zeichens in den 1920ern mehrfacher italienischer Meister, mittlerweile aber in der Versenkung des Amateurfußballs verschwunden. Von Vercelli aus unterschrieb Ferrante seinen ersten Profivertrag im Sommer 1963 beim toskanischen Topverein AC Florenz. Die Fiorentina, bis dato einmal italienischer Meister geworden, gehörte damals zum absoluten Establishment des Calcio. In Florenz stand Ugo Ferrante von 1963 bis 1972 unter Vertrag und absolvierte in dieser Zeit 172 Ligaspiele für den Klub, in denen ihm sechs Treffer gelangen. Ferrante erlebte mit seinem Arbeitgeber neun durchaus erfolgreiche Jahre, die gekrönt wurden vom Gewinn der italienischen Meisterschaft der Saison 1968/69. In jener Spielzeit belegte die Mannschaft um Kapitän Giancarlo De Sisti, den brasilianischen Angreifer Amarildo oder Verteidiger Giuseppe Brizi den ersten Platz in der Serie A mit einem Vorsprung von vier Punkten vor der zweitplatzierten US Cagliari. Ugo Ferrante machte im Rahmen der Meisterschaftssaison dreißig von 34 möglichen Ligaspielen und trug auch ein Tor zum Titelgewinn bei. Bereits drei Jahre zuvor konnte Ferrante mit der AC Florenz einen nationalen Titel gewinnen. In der Coppa Italia 1965/66 erreichte man nach Erfolgen über den CFC Genua, die US Palermo, CC Catania sowie die beiden Mailänder Klubs AC und Inter das Endspiel, wo als Gegner der süditalienische Underdog US Catanzaro wartete. Doch Catanzaro hielt sich gut, zwang die große AC Florenz in die Verlängerung, wo der Schwede Kurt Hamrin mit seinem Tor in der 119. Spielminute den Sieg für die Fiorentina erzielte. Im selben Jahr gelang auch der Gewinn des allerdings ziemlich bedeutungslosen Mitropapokals.
Ugo Ferrante spielte bis zum Sommer 1972 bei der AC Florenz. Danach schloss er sich Lanerossi Vicenza an, das sich im unteren Mittelfeld der höchsten italienischen Fußballliga aufhielt. Im Stadio Romeo Menti spielte der Abwehrspieler vier Jahre lang bis 1976 und brachte es in dieser Zeit auf 84 Ligapartien für den Verein. Dabei schaffte er einen eigenen Torerfolg. Ugo Ferrante kämpfte mit Lanerossi Vicenza Jahr für Jahr gegen den Abstieg in die Serie B, in der Saison 1974/75 passierte genau das dann aber doch. Als Tabellendrittletzter der Serie A mit drei Zählern Rückstand auf das rettende Ufer stieg Lanerossi erstmals seit 1955 wieder in die zweite Liga ab. Auch in der Serie B lief es danach desaströs für L.R. Vicenza, man rangierte nach dem Ende aller Spieltag nur auf Position sechzehn und hatte dabei gerade einmal drei Punkte Vorsprung auf den ersten Absteiger Piacenza Calcio. Nach der Zweitligasaison 1975/76 beendete Ugo Ferrante seine fußballerische Laufbahn im Alter von 31 Jahren.

### Nationalmannschaft
In den Jahren 1970 und 1971 brachte es Ugo Ferrante auf insgesamt drei Einsätze in der italienischen Fußballnationalmannschaft. Ein Torerfolg gelang ihm hierbei nicht. Von Nationalcoach Ferruccio Valcareggi wurde er ins Aufgebot der Italiener für die Fußball-Weltmeisterschaft 1970 in Mexiko berufen. Im Turnierverlauf wurde er jedoch nicht eingesetzt. Die italienische Mannschaft indes erreichte bei dieser Weltmeisterschaft das Endspiel, wo sie schließlich mit 1:4 Brasilien unterlag.

## Erfolge
- Italienische Meisterschaft: 1×

1968/69 mit der AC Florenz
- Italienischer Pokalsieg: 1×

1965/66 mit der AC Florenz
- Mitropapokal: 1×

1966 mit der AC Florenz
- Torneo di Viareggio: 1×

1966 mit der AC Florenz

## Weiteres Leben
Nach dem Ende seiner aktiven Karriere wurde Ugo Ferrante Trainer im Jugendbereich. So arbeitete er unter anderem in dieser Funktion bei seinem Heimatverein US Pro Vercelli oder bei der Jugendmannschaft des Piemont. Anfang der 2000er-Jahre erkrankte Ferrante an Kehlkopfkrebs. An dieser Erkrankung verstarb der ehemalige Verteidiger am 29. November 2004 in seiner Heimatstadt Vercelli im Alter von 59 Jahren. Oft wird sein Name mit dem so genannten Fluch der Fiorentina in Verbindung gebracht. Dieser beruht auf einer gehäuften Anzahl früh verstorbener oder schwer erkrankter Akteure des Vereins in vergangenen Dekaden. So beispielsweise starb Mittelfeldspieler Bruno Beatrice 1987 39-jährig an Leukämie, Stefano Borgonovo 2013 mit 49 Jahren an Amyotropher Lateralsklerose oder Nello Saltutti, der 2003 im Alter von 56 Jahren einem Herzinfarkt erlag. Diese frühen Todesfälle zahlreicher Fiorentina-Profis der 1970er und 1980er Jahre wird in Expertenkreisen auf weitreichendes Doping zurückgeführt.